# Yıldırımtepe, Çıldır
Yıldırımtepe là một xã thuộc huyện Çıldır, tỉnh Ardahan, Thổ Nhĩ Kỳ. Dân số thời điểm năm 2010 là 214 người.